# 翁法勒

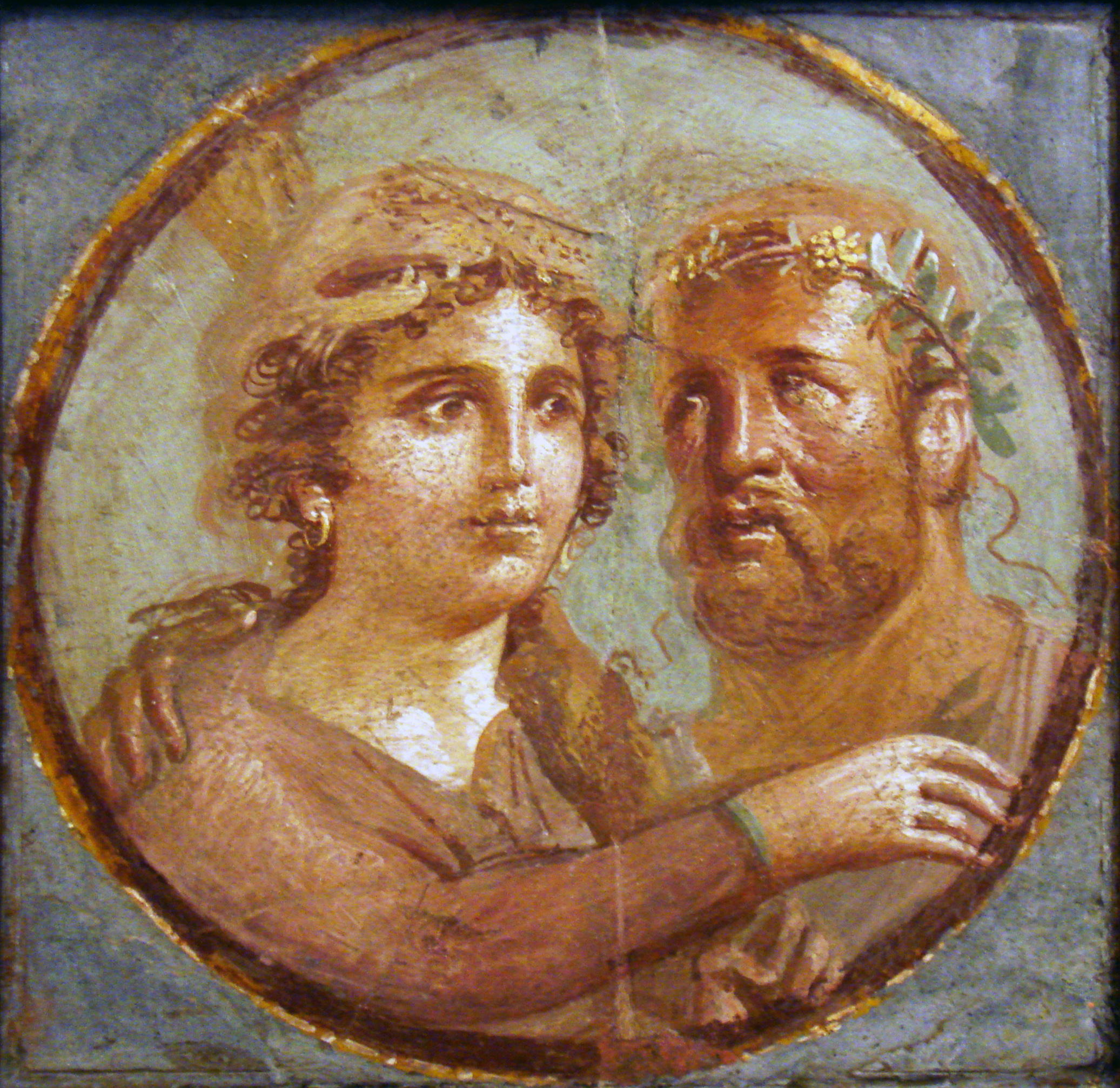
赫拉克勒斯和翁法勒，羅馬壁畫，龐貝第四風格（西元45-79年），拿坡里國家考古博物館，義大利

翁法勒是呂底亞的女王，来源于希腊神话。赫拉克勒斯杀死了自己的朋友伊菲托斯，因此被罚给女王翁法勒做三年奴隶。在服役中，他成了女王的情人，他被要求穿上女人的衣服和做女人的工作，同翁法勒的侍女们纺著羊毛线，而女王则披着他的狮皮，手持他的橄榄木棒。一段时间后，翁法勒给予了赫拉克勒斯自由，并嫁给了他。一些文献中提到他们生下了一个儿子。